# Akhara
Akhara (dewanagari: अखाड़ा) – w sanskrycie dosłownie znaczy „arena do zapasów”, w przenośnym znaczeniu także „miejsce debaty”. W kontekście religijnym często oznacza miejsce do praktyki dla ochrony sanatanadharmy (w przeszłości również militarnej), notabene greckie słowo akademia ma podobne znaczenie. Często oznacza po prostu zgromadzenie sadhu lub stałe miejsce ich przebywania. Akhary tego typu zostały utworzone przez Śri Adi Śankaraćarję.

## Bóstwa kultowe
Akhary w znaczeniu „zgromadzeń ascetów” są podzielone na różne typy według bóstwa jakie jest tam czczone. Śiwa Akhara wyznawców Śiwy, waisznawa – lub Wairagi Akhara wyznawców Wisznu i Kalpawasi wyznawców Brahmy.

## Historia klasyfikacji
Na początku Adi Śankaraćarja ustanowił 7 akhar o nazwach:
- Mahanirwani
- Nirandźani
- Dźuna
- Atal
- Awahan
- Agni
- Anand

Obecnie wyróżniamy 3 duże Akhary (Mahanirwani, Niranjani, Dźuna) oraz 3 mniejsze Akharay (Atal stowarzyszona z Mahanirvani, Anand stowarzyszona z Niranjani, Awahan z Dźuna). Co więcej jest również jedna mała Brahmachari Akhara nazwana Agni, stowarzyszona z Dźuna.
Historycznie ujmując, Adi Śankara podzielił sannjasinów na dwie kategorie:
- Astradharowie (posiadacze broni)

Pierwsza grupa jest znana jako Naga Sannjasinowie; ich ceremonia inicjacyjna odbywa się jedynie podczas Kumbha Meli.
- Śastradharowie (posiadacze świętych ksiąg)

Ceremonia inicjacyjna dla Nagów różni się od tej dla drugiej grupy: Paramahansa i Dandi.

## Organy administracji
Najwyższym administracyjnym ciałem akhar jest Śri Panć (Ciało Pięciu), reprezentujące pięć bóstw: Brahmę, Wisznu, Śiwę, Śakti i Ganeśę. Skład osobowy Śri Panć jest wybierany podczas każdej kumbhameli i utrzymuje swą pozycję przez 4 lata.
Pierwszą osoba w akharze jest Aćarja Mahamandaleśwar, tuż za nim stoją inni Mahamandaleśwarowie, Mandaleśwarowie oraz Śri Mahantowie. Jedynie ci, którzy byli inicjowani podczas kumbhameli w Allahabadzie mają prawo być Śri Mahantami.
Akhary są podzielone na wymienionych wcześniej 8 oddziałów (dava) oraz 52 centra (marhi). Każde marhi jest zarządzane przez Mahanta.

## Popularność
Największe akhary – biorąc pod uwagę liczebność przynależnych sadhu – to Dźuna, następnie Nirandźani, a potem Mahanirwani.